# Сидди (Сардиния)
Сидди (итал. Siddi) — коммуна в Италии, располагается в регионе Сардиния, в провинции Южная Сардиния.
Население составляет 640 человек (30-06-2019), плотность населения составляет 58,08 чел./км². Занимает площадь 11 км². Почтовый индекс — 9020. Телефонный код — 070.
Покровительницей коммуны почитается Пресвятая Богородица (Madonna delle Grazie), празднование 2 июля.

## Демография
Динамика населения:

## Администрация коммуны
- Официальный сайт: https://web.archive.org/web/20100401233107/http://www.comune.siddi.ca.it/